# Sirupanatruppadai
| Sangam-Literatur |
| --- |
| Ettuttogai („acht Anthologien“) |
| - Natrinai - Kurundogai - Aingurunuru - Paditruppattu - Paripadal - Kalittogai - Agananuru - Purananuru                                                                             |
| Pattuppattu („zehn Gesänge“) |
| - Tirumurugatruppadai - Porunaratruppadai - Sirupanatruppadai - Perumbanatruppadai - Mullaippattu - Maduraikkanchi - Nedunalvadai - Kurinchippattu - Pattinappalai - Malaipadukadam |

Das Sirupanatruppadai (சிறுபாணாற்றுப்படை Ciṟupāṇāṟṟuppaṭai [ˈsirɯpaːɳaːtːrɯpːaɖɛi̯] „Wegweisung für den Barden mit der kleinen Laute“ oder „kleine Wegweisung für den Barden mit der Laute“) ist ein Werk der alttamilischen Sangam-Literatur. Es handelt sich um ein längeres Einzelgedicht aus dem Genre der Heldendichtung (puram). Innerhalb der Sangam-Literatur gehört es zur Gruppe der „zehn Gesänge“ (Pattuppattu).
Das Sirupanatruppadai hat eine Länge von 269 Zeilen und ist im Agaval-Versmaß verfasst. Es wird dem Autor Nattattanar zugeschrieben. Von den zwei Genres der Sangam-Literatur, Liebes- und Heldendichtung, gehört das Sirupanatruppadai zum Genre der Heldendichtung (puram). Dabei vertritt es das Subgenre des „Wegweisungs-Gedichts“ (atruppadai), in dem ein Barde einem anderen Barden den Weg zu einem Gönner weist und diesen dabei preist. Der im Sirupanatruppadai besungene Patron ist der Fürst Nalliyakkodan vom Stamm der Oy. Der Dichter preist in dem Werk ausführlich die Tapferkeit und Großzügigkeit des Herrschers und beschreibt das Land, über das er herrscht.
Die Datierung der Sangam-Literatur ist höchst unsicher. Anhand sprachlicher und stilistischer Kriterien wird für das Sirupanatruppadai aber ein Entstehungszeitraum im 4. Jahrhundert vorgeschlagen.